# 2586 Matson
2586 Matson је астероид главног астероидног појаса чија средња удаљеност од Сунца износи 2,386 астрономских јединица (АЈ).
Апсолутна магнитуда астероида је 12,9.